# La Légende de James Adams et de l'ours Benjamin
La Légende de James Adams et de l'ours Benjamin ou Grizzly Adams au Québec (The Life and Times of Grizzly Adams) est une série télévisée américaine en 35 épisodes de 50 minutes, deux épisodes de 70 minutes et un épisode spécial de 95 minutes créée par Charles E. Sellier Jr. et diffusée entre le 9 février 1977 et le 21 février 1982 sur le réseau NBC. La série a été réalisée à la suite du succès du film homonyme sorti en 1974.
En France, la série a été diffusée à partir du 29 avril 1979 sur Antenne 2, et au Québec à partir du 7 octobre 1981 à la Télévision de Radio-Canada.

## Synopsis
James Adams à la suite d'une accusation de meurtre qu'il n'a pas commis devient un fugitif. Il s'abrite dans les montagnes sauvages. En chemin, il sauve un bébé grizzly qu'il élève et prénomme Benjamin. L'homme des bois devient ami avec le minier Jack, qu'on surnomme Le Radoteur et l'indien Nakoma. Au cours de ses aventures, James Adams aidera à l'occasion des personnes en danger mais aussi se fera des amis parmi les voyageurs s'aventurant dans ses montagnes.
Finalement, il sera disculpé quelques années plus tard du meurtre dont il était faussement accusé.

## Fiche technique
- Créateurs : Charles E. Sellier Jr. et James L. Conway
- Producteur exécutif : Charles E. Sellier Jr.
- Producteurs : Leonard B. Kaufman, Arthur Stolnitz, James Simmons
- Musique : Thom Pace et Bob Summers
- Photographie : Paul Hipp, Eric Saarinen, Henning Schellerup
- Montage : Wayne Wahrman, Trevor Jolly, Christian Ijin Link, Stephen Mark, Sharron Miller
- Création des décors : Paul Staheli
- Création des costumes : Julie Staheli
- Compagnie de production : Sunn Classic Pictures
- Compagnie de distribution : NBC

- Ratio image : 1.33.1 plein écran
- Film : 35 mm
- Son : 1.0 Mono Stéréo
- Durée : 60 minutes
- Image : Couleurs

## Distribution
- Dan Haggerty : James Adams
- Denver Pyle (VQ : Robert Rivard) (VF : Henri Labussière): Jack Le Radoteur
- Bozo : L'Ours Benjamin
- Don Shanks : Nakoma
- John Bishop : Robbie Cartman

 Source et légende : version québécoise (VQ) sur Doublage.qc.ca

## Production

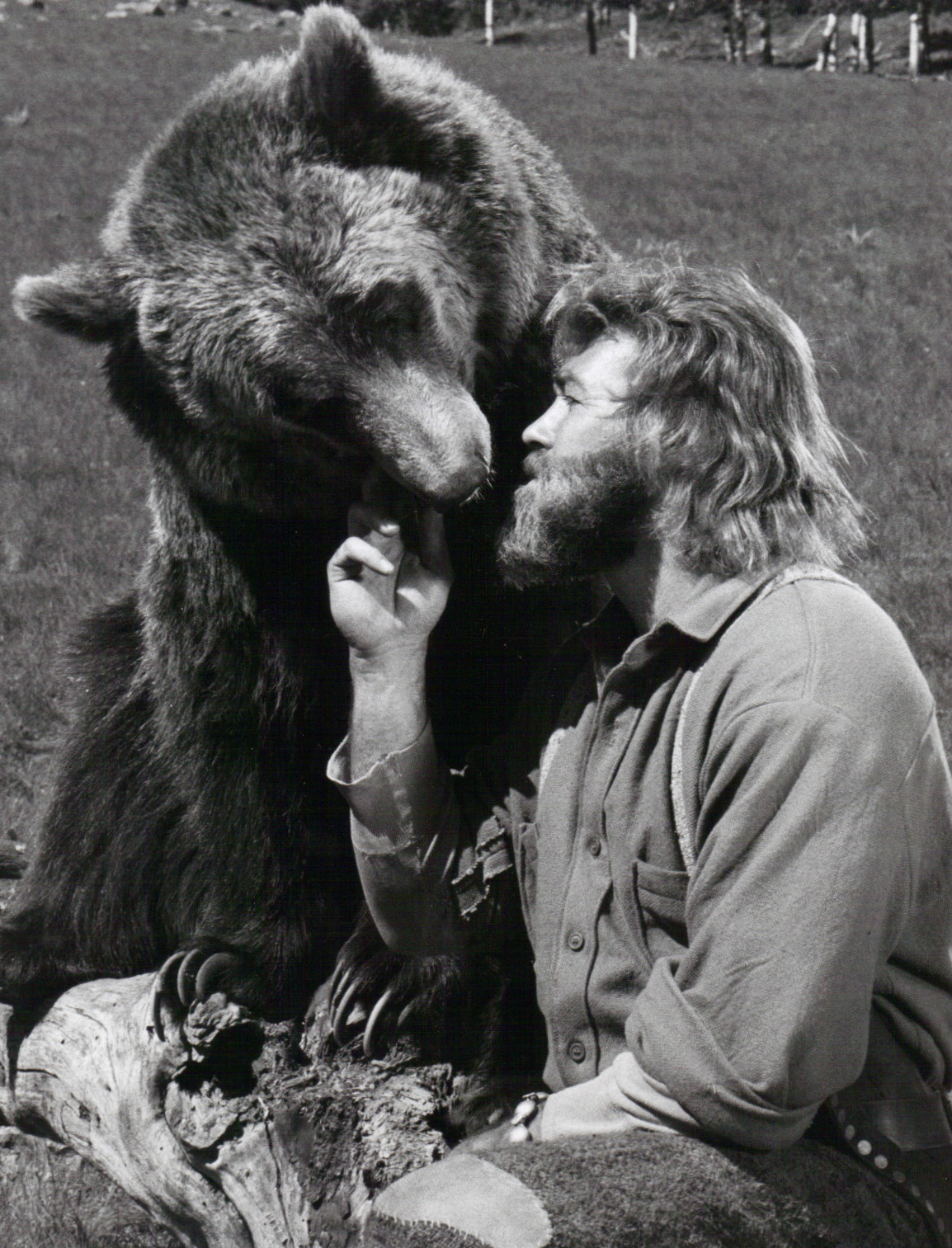
« Grizzly » Adams, avec son ours Benjamin Franklin.

Grizzly Adams est une création de Sunn Classic Pictures, une société ayant son siège dans l'Utah et dirigée par Charles E. Sellier Jr., qui avait rédigé l'ouvrage qui a servi de référence à la fois pour la réalisation du film de 1974 et pour la télésérie. Le studio compensa son manque d'expérience en menant une campagne publicitaire dotée d'un budget élevé. Le film de 1974 a obtenu un grand succès : produit avec 140 000 dollars, il a rapporté 65 millions de dollars dans les salles de cinéma.
En 1976, il fut visionné à la télévision par 43 % des téléspectateurs américains, ce qui incita les cadres de la NBC à lancer la production d'une télésérie. Elle a obtenu une part d'écoute de 32 %. L'histoire est apparue au moment où le mouvement environnementaliste prenait son envol, ce qui peut expliquer en partie son succès.
May Be, la chanson ballade du générique a été composée et chantée par Thom Pace. Sortie en single en Europe, elle a connu un véritable succès commercial (prix Goldene Europa 1980 en Allemagne). Les musiques additionnelles de la série TV sont de Bob Summers.

## Épisodes

### Saison 1 (1977)
1. La Protégée (Adam's Cub)
2. Frères de sang (Blood Brothers)
3. La Fuite (The Fugitive)
4. Des voisins encombrants (Unwelcome Neighbor)
5. Les Retrouvailles (Howdy-Do, I'm Mad Jack)
6. L'Arche (Adam's Ark)
7. La Poursuite (The Redemption of Ben)
8. Teddy (The Tenderfoot)
9. Les Rivaux (The Rivals)
10. Le Monstre (The Unholy Beast)
11. Les Castors (Beaver Dam)
12. Le Faucon (Home of the Hawk)
13. La Tempête (The Storm)

### Saison 2 (1977-1978)
1. Le Héros (Hot Air Hero)
2. Adams mort ou vif (Survival)
3. Vie d'ours (A Bear's Life)
4. Le Procès (The Trial)
5. Les Orphelins (The Orphans)
6. La Chasse (The Search)
7. Qui veut de l'or ? (Gold is where you find it)
8. Une pénible mission (Track of the Cougar)
9. Le Choix (The Choice)
10. La Justicière (Woman in the Wilderness)
11. Les Pollueurs (The Spoilers)
12. Le Montreur d'ours (Marvin The Magnificent)
13. La Sécheresse (A Time of Thirsting)
14. Les Chercheurs (The Seekers)
15. Le Lutin (A Gentleman Tinker)
16. L'Escapade (The Runaway)
17. La Course (The Great Burro Race)
18. Les Joies de la nature (The Littlest Greenhorn)
19. Un Nouveau Départ (The Renewal) (70 minutes)
20. L'Étranger (The Stranger)
21. Un projet dangereux (The Quest)
22. L'Homme volant (The Skyrider)
23. L'As des chasseurs de primes (The World's Greatest Bounty Hunter)
24. Par une belle nuit étoilée… (Once Upon a Starry Night) (70 minutes)

### Téléfilm spécial (1982)
- La Capture de James Adams (The Capture of Grizzly Adams) (95 minutes)

## DVD
L'intégrale de la série est sortie en coffret 12 DVD le 21 octobre 2014 chez l'éditeur Showshank Films.